# Diplotaxis gracilis
Espèce
Synonymes
- Sinapidendron gracile Webb[1] [2] [3]

Statut de conservation UICN

 EN B1ab(iii)+2ab(iii) : En danger
Diplotaxis gracilis est une espèce de plantes à fleurs de la famille des Brassicaceae. Elle est espèce endémique du Cap-Vert.
Localement cette espèce est connue sous le nom de « mostarda-brabo », qui peut aussi désigner Diplotaxis glauca.

## Répartition et habitat
Cette espèce n'est présente que sur l'île  São Nicolau, entre 600 m et 1 200 m d'altitude. C'est une espèce mésophyte qui est surtout présente dans les zones humides, mais pousse également dans les zones sub-humides et semi-arides.